# 德吉林镇
德吉林镇（藏語：བདེ་སྐྱིད་གླིང་），是中华人民共和国西藏自治区日喀则市仁布县下辖的一个乡镇级行政单位。

## 行政区划
德吉林镇下辖以下地区：
艾玛村、奴日村、吉雄村、强钦村、德吉林村、塔杰村、那休村、当雄村和卡若村。